# Nguyễn Văn Cưng
Nguyễn Văn Cưng (1909–1935) là nhà cách mạng Việt Nam, Hội viên Hội Việt Nam Cách mạng Thanh niên, Bí thư Ban Chấp ủy lâm thời tỉnh Long Xuyên Đảng Cộng sản Việt Nam.

## Cuộc đời
Nguyễn Văn Cưng sinh năm 1909 ở làng làng Bình Thành Tây, tổng An Phú, quận Thốt Nốt, tỉnh Long Xuyên, nay là ấp Bình Hiệp A (hoặc Bình Hiệp B), xã Bình Thạnh Trung, huyện Lấp Vò, tỉnh Đồng Tháp.
Nguyễn Văn Cưng vốn là học sinh trường Trung học Cần Thơ. Năm 1925, ông cùng một số học sinh như Ung Văn Khiêm, Trần Văn Thạnh tham gia để tang chí sĩ Phan Châu Trinh mà bị đuổi học. Năm 1926, dưới sự lãnh đạo của Châu Văn Liêm, các giáo viên và học sinh yêu nước từng tham gia phong trào trước đó tập hợp lại thành Việt Nam Phục quốc Đảng ở Ô Môn (Cần Thơ). Năm 1927, Châu Văn Liêm được Nguyễn Ngọc Ba kết nạp vào Hội Việt Nam Cách mạng Thanh niên, Việt Nam Phục quốc Đảng cũng dần dần hòa vào tổ chức Thanh niên. Nguyễn Văn Cưng được cử đi Quảng Châu học lớp chính trị do Nguyễn Ái Quốc tổ chức.
Tháng 2 năm 1928, Nguyễn Văn Cưng thành lập Chi hội Việt Nam Cách mạng Thanh niên ở quận Lấp Vò (thành lập từ tổng An Phú). Trong số các thành viên của Chi hội có anh ruột của ông là Nguyễn Văn Cái. Từ các chi bộ, Tỉnh bộ Long Xuyên được thành lập do Châu Văn Liêm làm Bí thư, các Ủy viên Tỉnh bộ có Nguyễn Văn Cưng, Trần Văn Thạnh và Nguyễn Văn Tây.
Tháng 8 năm 1929, ông gia nhập An Nam Cộng sản Đảng. Tháng 11, tại căn nhà của Nguyễn Văn Cưng, Chi bộ Lấp Vò của An Nam Cộng sản Đảng được thành lập với 6 Đảng viên: Bí thư Nguyễn Văn Cưng, Phó Bí thư Nguyễn Duy Hanh, Nguyễn Văn Cái, Ngô Văn Chính, Nguyễn Đình Tuấn, Nguyễn Văn Kính. Sau đó, ông và Nguyễn Văn Cái bị bắt giam ở Khám Lớn Sài Gòn trong ba tháng.
Tháng 2 năm 1930, Đảng Cộng sản Việt Nam thành lập trên cơ sở thống nhất An Nam Cộng sản Đảng, Đông Dương Cộng sản Đảng, Đông Dương Cộng sản Liên đoàn. Tháng 3, Ban Chấp ủy của tỉnh Long Xuyên được thành lập, làm nhiệm vụ của Tỉnh ủy lâm thời, gồm Nguyễn Văn Cưng, Bảy Xuyến, Lưu Kim Phong,... với Nguyễn Văn Cưng được phân công làm Bí thư phụ trách Ban Chấp ủy.
Tháng 9 năm 1930, ông bị bắt giữ cùng với anh trai Nguyễn Văn Cái, bị kết án 15 năm tù, đi đày Côn Đảo. Năm 1935, ông cùng các đồng chí Ngô Gia Tự, Tô Chấn, Lê Quang Sung, Trần Văn Các, Nguyễn Duy Hanh, Nguyễn Văn Ó,... đóng bè vượt ngục, bị bão lớn đánh chìm mất tích.

## Vinh danh
Tên của ông được đặt cho một con đường và một trường tiểu học ở thành phố Long Xuyên (An Giang).